# Криза з заручниками в Будьонновську
Криза з заручниками в Будьонновську — атака чеченських бійців, очолюваних полковником ЗС Чеченської республіки Ічкерія (ЧРІ) Шамілем Басаєвим на російське місто Будьонновськ (Ставропольський край) з подальшим захопленням лікарні і взяттям в заручники близько 1500 жителів Будьонновська, здійснена 14—21 червня 1995 року.
Група чеченських бійців численністю 150—200 осіб приїхала в Будьонновськ з території Дагестана вранці 14 червня. Чеченські військові захопили в заручники більше 1500 жителів міста, яких зігнали в районну лікарню № 2. Повстанці вимагали припинення воєнних дій в Чечні і перемовин російської влади з Джохаром Дудаєвим.
Прем'єр-міністр Віктор Черномирдін погодився на припинення бойових дій в Чечні та рішення питання тільки шляхом перемовин. Чеченські військовослужбовці повернулися в Чечню колоною автобусів. Їх супроводжували близько 100 заручників, яких відпустили після в'їзду в Чечню.
У результаті акції було знищено 129 осіб (у тому числі ліквідовано 18 працівників міліції і 17 військовослужбовців), 415 зазнали поранень. З них не менше 30 осіб загинули в результаті штурму, від вогню військ МВС, і 70 зазнали поранень. У результаті перемовин і укладення мирної угоди були врятовані близько 1500 осіб.

## Передумови
Після оголошення в 1990—1991 роках незалежності Чечено-Інгушської Республіки, а згодом і Чеченської Республіки, законодавчого закріплення незалежності та виводу з території Чечні російських військ у 1991—1992 роках Росія наприкінці 1994 року розпочала проти Чечні війну.
У ніч з 31 грудня 1994 року на 1 січня 1995 року відбувся новорічний штурм Грозного, в ході якого російська армія зазнала значних втрат — практично повністю були знищені 131-ша Майкопська бригада і 81-й Самарський механізований полк. За час штурму в столиці Чечні Грозному та навколишніх населених пунктах були численні жертви серед мирного населення, що змусило керівництво Чечні шукати шляхи для припинення російської агресії.
3 березня 1995 у зв'язку з воєнним станом в країні, Президент ЧРІ Джохар Дудаєв оприлюднив Указ про введення Шаріатського правління на території ЧРІ і оголосив Джихад проти Росії.

## Перебіг подій

### Планування
У зв'язку з планами Росії повністю оволодіти Чечнею, на нараді, у якій брали участь Джохар Дудаєв, Аслан Масхадов та Шаміль Басаєв було ухвалено рішення про «прорив».
Вважається, що спочатку планувалося захопити аеропорт Мінеральні Води, звідки у 1991 році Басаєв вже здійснив угон літака в Туреччину. Там планувалося захопити літак і летіти в Москву.
За словами Сергія Степашина (тоді — директор ФСБ) та Анатолія Кулікова (тоді — командуючий Внутрішніми військами МВС), повідомлення про можливий «прорив» у спецслужб були, але без вказівки конкретного сценарію та на фоні безлічі інших повідомлень про можливі теракти, на повідомлення про «прорив» не звернули увагу.

### Початкові плани та рух колони
О 08:30 14 червня 1995 року понад 160 повстанців на трьох військових вантажівках КамАЗ та міліцейській ВАЗ-2106 виїхали через Дагестан в Ставропольський край.
Переодягнені у міліцейську уніформу повстанці у міліцейській машині, що супроводжувала вантажівки, на блокпостах стверджували, що везуть у вантажівках «вантаж 200» (тіла загиблих військових), а отже огляду вони не підлягають. Є версія, що в хід йшли і хабарі. Але начальник будьонновського ВВС Микола Ляшенко після повідомлення про підозрілу колону наказав зупинити її та відправити в Будьонновськ для перевірки, що і було зроблено. Це привело до того, що захоплення заручників сталося саме у Будьонновську, а не у Мінводах.

### Бій біля РВВС
У Будьонновську на вулиці Ставропольській останній автомобіль КамАЗ зупинився на перехресті з вулицею Інтернаціональною, не доїжджаючи до будівлі міліції. З нього вийшли повстанці і розстріляли двох співробітників ДАІ, після чого рушили у напрямку Будьонновського РВВС.
Тим часом на двох інших КамАЗах та машині ВАЗ-2106 чеченці під'їхали до РВВС та почали стріляти з автоматів та гранатометів. Вони змогли захопити частину будівлі, але повністю захопити будівлю РВВС їм не вдалося. Вони лише взяли у заручники співробітників паспортно-візової служби, буфету, відвідувачів райвідділу.
Бій біля РВВС та поруч із ним тривав близько 20 хвилин. Повстанці залишили будівлю та рушили з заручниками далі.

### Захоплення заручників у місті
Далі повстанці групами розосередилися по вулицях міста та рушили до площі перед будівлею міської адміністрації, на перетині вулиць Пушкінська та Октябрьська. Чченські бійці стріляли, захоплюючи заручників в навколишніх будівлях та на вулицях, зганяючи їх на площу. Для руху вони також використовували автомобілі, які захопили на вулицях. Тих, хто чинив спротив вбивали. Убивали також військових, льотчиків і співробітників міліції. У центрі площі поставили бензовоз, який обіцяли підірвати у разі спроби когось з заручників втекти.
Усього на вулицях та в будівлях чеченські військові захопили близько 600 заручників.
Незабаром повстанці захопили Будьонновську центральну районну лікарню. Там були взяті в заручники 650 пацієнтів та 450 співробітників. Усіх, кого захопили в місті, прогнали колоною під конвоєм з площі до лікарні.
Усього на шляху до лікарні чеченці вбили близько 100 осіб.

### Облога лікарні
Заручників було настільки багато, що вони ледь поміщалися в лікарні. У перший день повстанці розстріляли перед будівлею головного корпусу лікарні міліціонерів, військових і льотчиків, які потрапили в заручники. Деяких встигли врятувати лікарі, переодягнувши військових і міліціонерів у лікарняні халати й піжами. Повстанці також замінували підвали та розташовану поблизу головного корпусу лікарні кисневу станцію з наповненими кисневими балонами.
Штаб Басаєва розташували в ординаторській.
Повстанці вимагали від заручників телефонувати родичам та просити їх передати владі вимогу зупинити війну в Чечні.
До міста почали стягувати військових. Спочатку очікувалося, що чеченці спробують прорватися з лікарні, і оточення готувалося до оборонного бою.
У ніч на 15 червня в Будьонновськ прилетіли директор ФСБ Сергій Степашин, міністр внутрішніх справ Віктор Єрін, його перший заступник Михайло Єгоров (він очолював штаб операції) та віце-прем'єр, міністр зі справ національностей Микола Єгоров. Штаб розташували в будівлі РВВС. 
Провести перші перемовини було доручено голові крайового РУБОЗ Володимирові Попову. Одним з перших в лікарню зайшов один з його співробітників Шарип Абдулхаджиєв, який побачив серед повстанців свого рідного брата Асламбека Абдулхаджиєва («Великий Асламбек»), одного з лідерів повстанців. 
Однією з перших вимог чеченських воїнів було допустити в будівлю журналістів. Штаб пообіцяв це зробити, але декілька разів відкладав обіцяний час появи журналістів. Близько 14:00 15 червня чеченці заявили, що будуть розстрілювати по 5 заручників на годину, якщо до них не прийдуть кореспонденти. Були розстріляні 6 заручників (один був розстріляний окремо від інших 5), імовірно також з числа міліціонерів і військовослужбовців. 
На перемовини з лікарні пішли лікарі Віра Чепуріна (завідувачка хірургічним відділенням) та Петро Костюченко, які повернулися у супроводі 20 кореспондентів. Незабаром після їхнього приходу в лікарні почалася коротка перестрілка; Віра Чепуріна зазнала поранення в горло. Під виглядом кореспондентів в лікарню зайшли і співробітники ФСБ. Було записано телевізійне інтерв'ю, в якому Басаєв назвав свої вимоги. Після цього він відпустив жінок та дітей. 
Від штабу з Басаєвим вів перемовини голова штабу, заступник міністра МВС Михайло Єгоров по міському телефону. Анатолій Куліков привіз в Будьонновськ молодшого брата Шаміля Басаєва — Ширвані, який став посередником перемовин, але його участь в них не призвела до жодних результатів. 
16 червня 1995 року шляхом перемовин російських окупантів із повстанцями заступник голови Ставропольського краю Олександр Коробейніков досягнув угоди про звільнення 2-річної дитини, яка страждала на інфекційне захворювання. 
До вечора 16 червня в Будьонновськ прибули депутати Державної Думи РФ Сергій Ковальов, Юлій Рибаков, Михайло Молоствов, Валерій Борщов, член Ради Федерації Віктор Курочкін, правозахисник Олег Орлов. До перемовин їх не допустили, запропонувавши долучитися до них вранці. Однак вже тієї ж ночі почався штурм.

### Невдалий штурм
Плануванням штурму займався командир групи «Альфа» Олександр Гусєв. У штурмі брали участь підрозділи «Альфа», «Вимпел», краснодарська «Альфа» та внутрішні війська.
Через халатність, час штурму було озвучено в рафіоефірі, який прослуховували повстанці.
17 червня 1995 року, близько 4 години ранку, спецпідрозділи ФСБ та МВС РФ здійснили невдалу спробу штурму будівлі міської лікарні. Чеченці нібито змушували жінок, дітей, старих та інших заручників ставати до вікон, махати білими простирадлами та кричати «Не стріляйте!». Тим часом, за повідомленням російських ЗМІ, чеченці нібито стріляли з-за їхніх спин. У ході штурму 30 осіб були вбиті, 70 зазнали поранень; більшість з них були заручниками. Деяким заручникам вдалося втекти під час штурму.
Групі «Альфа» вдалося вивести заручників з травматологічного корпусу, але до головного корпусу, де була більшість заручників, вони так і не змогли увійти. На відкритій ділянці між травматологічним та головним корпусами повстанці знищили трьо офіцерів окупантів.
Під час штурму використовували зброю аж до гранатометів. Через це в будівлі почалася пожежа, але заручники зуміли її загасити.
За деякий час російські війська здійснюють другу спробу штурму. Спочатку починається перестрілка з чеченськими військовими, далі — стрілянина по лікарні з різного виду зброї. Заручники продовжують гинути та зазнавати поранень від обстрілів. Штурмовики закидують у вікна лікарні гранати зі сльозогінним газом. За деякий час стрілянина припиняється.

### Перемовини
Незабаром після завершення штурму, за наказом «Великого Асламбека» лікарі Віра Чепуріна та Петро Костюченко знову вийшли з будівлі з прапором Червоного Хреста із пропозицією відпустити вагітних жінок та дітей в обмін на закінчення штурму. Коли вони добігли до федералів, то стикнулися з депутатом Юлієм Рибаковим, який відвів їх до міністра МВС Єріна, який відмовився передивлятися план штурму.
Тоді вони вирушили до будівлі адміністрації, де знаходилася депутатська група Сергія Ковальова. Вони зателефонували депутату Держдуми, колишньому прем'єр-міністру Єгору Гайдару, який зв'язав їх з прем'єр-міністром Віктором Черномирдіним. Потім зі штабу Ковальов зателефонував в лікарню Басаєву, який висловив свої вимоги. Спочатку Басаєв вимагав негайно вивести російські війська з Чечні. Ковальов сказав йому, що це технічно неможливо, і ця вимога була замінена на припинення вогню.
До вечора 17 червня Черномирдін наказав Ковальову йти на перемовини до Басаєва і від імені уряду домовлятися про визволення заручників. До лікарні група Ковальова (Ковальов, Юлій Рибаков, Віктор Курочкін, очільник Комітету зі справ національностей Ставропольського краю Сергій Попов, журналісти Валерій Яков та Юлія Калініна) прибули вранці 18 червня. Майже одразу вони домовилися про доставку в лікарню продуктів — їх підвезли о 10:45.
Також до лікарні йде відомий цілитель, депутат Держдуми від ЛДПР Анатолій Кашпіровський. Інформація щодо його внеску у визволення заручників різниться.
Починається друга прес-конференція Басаєва.
Черномирдін телефонує Басаєву і обіцяє негайно припинити війну в Чечні.
Ковальов запропонував Басаєву відпустити жінок та дітей з пологового та дитячого відділень (усього їх було 111 осіб) у обмін на самих депутатів. Басаєв погодився, але за умови, що він почує згоду про припинення вогню та перемовини особисто від Черномирдіна. Тоді по телебаченню і відбулася та сама телефонна розмова, яка стала знаменитою. Штаб силовиків не був про неї проінформований, тож почув розмову лише по телебаченню.
Тодішній Президент РФ Борис Єльцин на той час був відсутнім в країні, і перебував на саміті Великої сімки в Галіфаксі, Канада. При чому полетів від туди вже тоді, коли знав про захоплення заручників, за що згодом часто піддавався критиці. Через це остаточні рішення у визволенні заручників ухвалював Черномирдін.
Перемовини тривали близько доби. Тим часом Сергій Попов та Володимир Попов винесли з нейтральної смуги до позицій федеральних сил тіло майора «Альфи» Володимира Соловова.
За дорученням прем'єр-міністра Черномирдіна, група депутатів на чолі з Сергієм Ковальовим провела перемовини та підписала від імені уряду угоду про припинення війни, рішення усіх питань про статус Чечні шляхом мирних перемовин та умови визволення заручників.
Незабаром Черномирдін прочитав перед камерами усіх телеканалів узгоджену з повстанцями офіційну заяву уряду Росії, в якій пообіцяв виконати усі їхні вимоги.

### Збір добровольців для супроводу колони в Чечню
Після підпису угоди, Черномирдін телефонує Степашину за закритим зв'язком та просить його надати автобуси «Ікарус» для колони. За словами Степашина, ФСБ мали ідею замінувати або якимось іншим способом зіпсувати автобуси, щоб не дати їм доїхати до Чечні, але цього не зробили через нестачу часу. Дорогою автобуси зламалися, але за природних причин. Усього набрали 7 автобусів та вантажівку-рефрижератор для тіл загиблих героїв.
Після підпису угоди 19 червня 1995 року 111 жінок та дітей з числа заручників були відпущені в обмін на Сергія Ковальова, Юлія Рибакова та Віктора Курочкіна, які залишилися в лікарні як добровільні заручники.
Задля гарантії безпеки Басаєв наказав набрати добровольців, які були б заручниками шляхом до Чечні. Після того, як колона досягне безпечних районів Чечні, їх обіцяли відпустити. Усього набрали 139 осіб. Більшу частину з них склали добровольці з числа заручників-чоловіків, також погодилася одна жінка, Олена Бойченко. З ними погодилися їхати 6 депутатів: Сергій Ковальов, Олег Орлов, Михайло Молоствов, Олександр Осовцов, Валерій Борщов, Юлій Рибаков, Віктор Бородін, представники адміністрації Будьонновська та Ставропольського краю, 12 журналістів.
З кожного заручника-добровольця оперативний штаб намагався взяти розписку:
|  | Я, (ім'я), добровільно приєднуюся до бандитської групи Ш. Басаєва та виїжджаю з нею в Чеченську Республіку, усвідомлюючи усі можливі наслідки свого рішення. |

Коли ніхто не погодився це підписувати, дали інший документ:
|  | Згоден добровільно супроводити групу Ш. Басаєва без попередніх умов та усвідомлюю відповідальність за ухвалене рішення. |

Повстанців було: 137 живих, 10 поранених та 16 загиблих.

### Рух колони в Чечню
Обидві сторони домовляються, що колона вирушить у бік Чечні о 05:00 19 червня. За пів години до виїзду колони Черномирдін ще раз телефонує Басаєву.
Перед виїздом «Великий Асламбек» уважно передивляється автобуси та наполягає, щоб водії були з числа заручників.
Виїзд колони затримується. Урешті-решт, автобуси виїхали в Чечню о 16:00 19 червня. Шлях зайняв два дні.
Спочатку планувалося, що колона рухатиметься в Чечню через Північну Осетію. Під час руху над колоною летіли бойові вертольоти, уздовж доріг стояли військова та бойова техніка. Усі в автобусах підозрювали, що колону збираються штурмувати. Наказ про атаку обговорювався в уряді та штабі операції, але так і не був відданий. За пів року спроба штурму була здійснена під час повернення аналогічної колони з Кизляру в районі села Первомайське. Конвой доїхав до станиці Курської та рушив у бік Моздока. Тоді вертольоти федеральних сил випустили ракети по дорозі перед колоною, і колона зупинилася. Незабаром Басаєв отримав наказ від Анатолія Кулікова змінити маршрут та їхати через Дагестан. Басаєв був обурений наказовою формою, але все ж таки погодився змінити маршрут.
За версією Юлія Рибакова, на території Північної Осетії, приблизно за півтори кілометри від кордону зі Ставропольським краєм, віроломні російські керівники підготували засаду на колону. Однак проти цього виступив президент Ахсарбек Галазов, який вирішив, що така ситуація на його території може призвести до нового спалаху осетинсько-інгуського конфлікту. Він схитрував: послав до кордону на вантажівках та автобусах озброєних людей, які заблокували дорогу з плакатами «Не пустимо терористів на нашу землю», опинившись між колоною і засадоюю.
За версією Кулікова, зміна маршруту була викликана категоричною відмовою самого Кулікова пропускати повстанців через Грозний.
Колона прибула до дагестанського міста Хасав'юрт, де простояла п'ять годин. Жителі зустрічали Басаєва як героя, який приніс мир. З Хасав'юрта колона виїхала до чеченського села Зандак. На під'їзді до села їх вже зустрічав натовп. Повстанці вийшли з автобусів та змішалися з натовпом. Заручники повернулися до найближчого федерального блокпосту. До Будьонновська колишні заручники повернулися опівдні 21 червня.

## Втрати
У результаті збройного захоплення заручників в Будьонновську загинули 129 осіб (у тому числі 18 співробітників міліції та 17 військовослужбовців), 415 осіб зазнали вогнепальних поранень різного ступеню важкості. Спалені та поневічені (розстріляні) 198 автомашин, підпалений Дім дитячого мистецтва, значно постраждали будівлі міської лікарні, відділу внутрішніх справ, міської адміністрації — усього 54 об'єкти, 107 домоволодінь приватних особ, взято в заручники більше 1500 громадян. Загальна шкода перевищила 95 млрд неденомінованих рублів.
Із числа «Альфа» повстанці ліквідували трьох співробітників: Володимира Соловова, Дмитра Рябінкіна, Дмитра Бурдяєва.

## Наслідки
22 червня 1995 року в Росії було оголошено день жалоби.
30 червня 1995 року у відставку пішли:
- віце-прем'єр, міністр зі справ національностей Микола Єгоров;
- директор ФСБ Сергій Степашин;
- міністр внутрішніх справ Віктор Єрін;
- губернатор Ставропольського краю Євгеній Кузнецов.

Заручники, які вижили, отримали 600 тисяч неденомінованих рублів як компенсацію.
З 19 по 22 червня в Грозному пройшов перший етап перемовин між російською та чеченською сторонами, на яких вдалося досягнути введення мораторію на бойові дії на невизначений термін.
З 27 по 30 червня відбувся другий раунд перемовин, на яких була досягнута принципова домовленість про обмін усіма полоненими, роззброєння збройних сил ЧРІ, виведення російських військ з території ЧРІ та проведення вільних виборів.
Попри усі укладені угоди, обидві сторони порушували перемир'я.

## Склад загону повстанців
У загоні чеченців було близько 200 осіб.
Загальний керівник: Шаміль Басаєв.
Керівники:
- Асламбек Абдулхаджиєв («Великий Асламбек»);
- Асламбек Ісмаїлов («Маленький Асламбек»);
- Абусуп'ян Мовсаєв («Абу»).

Інші відомі учасники:
- Арбі Бараєв
- Резван Читигов
- Хункар-Паша Ісрапілов
- Абдул-Малік Межидов
- Турпал-Алі Атгерієв
- Муса Насагаєв
- Хасан Темирбулатов
- Алі Димаєв
- Увайс Індарбаєв («Умар»)
- польовий командир з позивним «Мікаїл»

Рядовий склад:
- 50 бійців «абхазького батальйону» Шаміля Басаєва
- 70 бійців Хаттаба (сам Хаттаб не брав участь)
- 26 бійців Абу Мовсаєва
- 5 бійців Арбі Бараєва
- близько 15-20 жінок-снайперів із груп «Мікаїла», Алі Димаєва, «Умара».
- 13 бійців Хасана Темирбулатова
- невелика кількість бійців з загонів Хункар-Паші Ісрапілова та Турпал-Алі Атгерієва

### Подальша доля повстанців
Усього в Будьонновську загинули 16 чеченських бійців, 30 з них згодом загинули у ході Другої чеченської війни. Станом на 2015 рік понад 20 чеченських героїв були засуджені до тюремного ув'язнення, у федеральному розшуку знаходилися 22 чеченських бійця.
Керівник загону Шаміль Басаєв пізніше організував ще низку акцій і захоплень заручників, таких як захоплення заручників в театральному центрі в Москві, захоплення заручників в школі в Беслані, підрив Будинку уряду в Грозному, підрив двох російських літаків. Загинув від рук російських спецслужб 2006 року.
Асламбек Абдулхаджиєв загинув у серпні 2002 року від рук російських карателів.
Асланбек Ісмаїлов та Хункар-Паша Ісрапілов підірвалися на мінах під час відступу від Грозного у лютому 2000 року.
Абусуп'ян Мовсаєв загинув у бою з російським "спецназом" ГРУ у травні 2000 року.
Резван Читигов загинув у Шалі у березні 2005 року.
Арбі Бараєв загинув у червні 2001 року.
Абдул-Малік Межидов загинув між 2007 та 2013 роком (точні дата та місце смерті невідомі).
Турпал-Алі Атгерієв помер у в'язниці 2002-го року.
Алі Димаєв загинув у 2001 році.
Хасан Темирбулатов з 2001 року відбуває довічне ув'язнення у російській колонії «Чорний дельфін».
Тахіра Бегельдієва і Аліхана Єлманбетова затримано 11 жовтня 2022 в Ставрополі і Томську.

## Пам'ять
14 червня оголошено у Ставропольському краї днем пам'яті жертв нападу на Будьонновськ.
Частина стіни зі слідами куль в коридорі будьоновської лікарні була збережена як меморіал.